# Spiraea nanojaponica
Spiraea nanojaponica är en rosväxtart som beskrevs av N.N. Tzvelev. Spiraea nanojaponica ingår i släktet spireor, och familjen rosväxter. Inga underarter finns listade i Catalogue of Life.